# Mariam Amash
Mariam Amash (arabe : مريم عماش, hébreu : מרים עמאש), prétendument née le 1er juillet 1888, décédée le 22 décembre 2012, était une Arabe israélienne qui s'est revendiquée en son temps comme la personne la plus âgée du monde. Son âge n'a pas été validé par le Livre Guinness des records ni par le Groupe de recherche en gérontologie.

## Biographie
D'après son acte de naissance délivré par l'Empire ottoman, Mariam Amash affirme être née le 1er juillet 1888 près de Jisr az-Zarqa, dans l'Empire ottoman, correspondant aujourd'hui au district de Haïfa, en Israël. Elle a vécu à Jisr az-Zarqa la majeure partie de sa vie.
En février 2008, Amash était décrite comme étant « remarquablement vive », mère de 10 enfants, 120 petits-enfants, 250 arrière-petits-enfants et 20 à 30 arrière-arrière-petits-enfants. Amash affirmait que la clé de la longévité réside dans une alimentation saine et riche en légumes.
Elle était musulmane et accomplit cinq pèlerinages à La Mecque. Elle attribuait notamment sa propre longévité à la consommation quotidienne d'huile d'olive, à l'abstinence d'alcool et à la consommation d'une herbe locale que les Palestiniens utilisent souvent dans leurs salades. Elle a également déclaré qu'elle espérait vivre « dix ans de plus ».
Amash avait une mauvaise audition et ne pouvait se souvenir que de fragments du passé à la fois, ce qui la rendait difficile à interviewer. Dans une interview accordée à la branche anglophone d'Al Jazeera en 2008, elle se souvenait des Ottomans comme étant « gentils », mais détestait les Britanniques lorsqu'ils prirent le pouvoir en 1917 et se disait satisfaite de la vie dans l'Israël d'aujourd'hui, notamment grâce à la sécurité sociale assurée par l'État.
Mariam Amash est décédée à Jisr az-Zarqa, dans le district de Haïfa, en Israël, le 22 décembre 2012, à l'âge déclaré de 124 ans et 171 jours.

## Controverse sur son âge
En février 2008, lorsque Mariam Amash a demandé le renouvellement de sa carte d'identité en utilisant son acte de naissance délivré par l'Empire ottoman, les autorités israéliennes ont confirmé qu'elle était inscrite au registre de la population israélien comme étant née le 1er juillet 1888, bien qu'elles aient émis des doutes quant à l'exactitude de cette information.
En 2008, il a été rapporté que le plus jeune fils de Mariam Amash avait 54 ans. Si son âge déclaré était exact, cela indiquerait qu'elle lui a donné naissance à 66 ans. Le Livre Guinness des records, l'organisme qui autorise le record « officiel » de la personne vivante la plus âgée, n'a pas validé cette assertion.
La carte d'identité de Mariam Amash indique l'année 1888, donc si cela est vrai, elle aurait été la personne la plus âgée à avoir jamais vécu. L'affirmation d'Amash selon laquelle elle avait plus de 120 ans n'a pas été prouvée en raison du manque de preuves. Si cela est vrai, elle aurait dépassé la personne la plus âgée prouvée, Jeanne Calment, de plus de deux ans au moment de sa mort et serait parmi les personnes les plus âgées du monde.